# تپه‌های آلتاخونی
تپه‌های آلتاخونی مربوط به دوره ساسانیان است و در شهرستان بوانات، بخش سرچهان، دهستان سرچهان، ۴۰۰ متری غرب روستای چنارویه، سمت چپ جاده واقع شده و این اثر در تاریخ ۱ مرداد ۱۳۸۶ با شمارهٔ ثبت ۱۹۳۱۲ به‌عنوان یکی از آثار ملی ایران به ثبت رسیده است.